# Saint-paulin
Pour les articles homonymes, voir Saint-Paulin.
Le saint-paulin est un fromage défini par la législation comme pâte pressée non cuite demi ferme, au lait de vache, d’un poids moyen de 2 kg.  

## France

### Fabrication
Originellement fabriqué par les moines trappistes de Saint-Paulin, il est aujourd’hui fabriqué de façon industrielle sur une zone très large comprenant la Normandie, la Bretagne, la Lorraine, le Nord-Pas-de-Calais. Il est aussi fabriqué au Québec.
Le nord était et reste historiquement une grande région de fabrication et de consommation de Saint Paulin depuis 100 ans. Aujourd’hui ce sont principalement des fermières qui fabriquent au lait cru et qui affinent à l’ancienne[réf. nécessaire] ce fromage pourtant de réputation industrielle.

### Consommation
Ce fromage est fabriqué tout au long de l'année et se consomme de même. Il est parfois comparé au Port-Salut.

## Québec

### Fabrication
C'est un fromage industriel transformé par la fromagerie Damafro à Saint-Damase.
Il est fabriqué également par la fromagerie d'OKA et affiné dans les caves originelles d'une abbaye.